# Wilhelm Gauger (Politiker)
Wilhelm Gauger (* 26. November 1872 in Beelitz; † 24. April 1945) war ein deutscher Landwirt und Politiker (DNVP, CNBL).

## Leben
Nach dem Besuch der Volksschule und der höheren Bürgerschule in Potsdam war Gauger als Landwirt in Beelitz tätig. Hauptbestandteil seines Betriebes, den er 1900 erworben hatte, war der Spargelanbau und die Bienenzucht. Er engagierte sich im Deutschen Landbund und war von 1919 bis 1933 stellvertretender Vorsitzender des Landbundes in der Provinz Brandenburg.
Während der Zeit der Weimarer Republik trat Gauger in die Deutschnationale Volkspartei (DNVP) ein, für die er im Dezember 1924 und erneut im Mai 1928 als Abgeordneter in den Preußischen Landtag gewählt wurde. Nach seinem Austritt aus der DNVP war er ab dem 9. August 1930 fraktionslos. Er trat in die Christlich-Nationale Bauern- und Landvolkpartei (CNBL) ein und war vom 14. Oktober 1930 bis zu seinem Ausscheiden aus dem Landtag 1932 Mitglied der Deutschen Fraktion. Im Parlament vertrat er den Wahlkreis 4 (Potsdam I). Zum 1. Mai 1933 trat er der NSDAP bei (Mitgliedsnummer 3.517.738).
Gauger starb gegen Ende des Zweiten Weltkrieges und wurde auf der Beelitzer Kriegsgräberstätte beigesetzt.